# Шиморське
Шиморське (рос. Шиморское) — робітниче селище в Виксинському міському окрузі Нижньогородської області Російської Федерації.
Населення становить 3876 осіб. Входить до складу муніципального утворення Міський округ місто Викса.

## Історія
Раніше населений пункт належав до ліквідованого 2011 року Виксинського району. До 2011 року входило до складу муніципального утворення Робітниче селище Шиморське.

## Населення
| 1859  | 1897  | 1905  | 1959  | 1970  | 1979  | 1989  |
| ----- | ----- | ----- | ----- | ----- | ----- | ----- |
| 1202  | ↗1723 | ↗2217 | ↗9642 | ↘5526 | ↘4817 | ↘4266 |
| 1999  | 2002  | 2008  | 2009  | 2010  | 2011  | 2012  |
| ↘4100 | ↘3791 | ↗3833 | ↗3907 | ↘3887 | ↗3922 | ↗4025 |
| 2013  | 2014  | 2015  | 2016  | 2017  |       |       |
| ↗4051 | ↗4266 | ↘4264 | ↘4222 | ↘4185 |       |       |